# FC Brindisi
Der FC Brindisi (ehemals Associazione Sportiva Dilettantistica Calcio Città di Brindisi) ist ein italienischer Fußballverein aus Brindisi. Der Verein wurde 1912 gegründet und trägt seine Heimspiele im Stadio Franco Fanuzzi aus, das Platz bietet für 7.600 Zuschauer. Brindisi spielte bisher sechs Jahre in der Serie B und ist derzeit in der Serie D, der vierthöchsten Spielklasse in Italien, zu finden.

## Geschichte
Der Verein Società Sportiva Dilettantistica Città di Brindisi wurde im Jahre 1912 in Brindisi, einer Hafenstadt mit heutzutage ungefähr 90.000 Einwohnern in der süditalienischen Region Apulien, gegründet. Zunächst hieß der neu gegründete Klub Brindisi Sport. Nach einigen Jahren im regionalen Fußball schaffte Brindisi Sport im Jahre 1938 erstmals den Aufstieg in die Serie C und hielt sich in der dritten italienischen Fußballliga bis zur kriegsbedingten Pause im Ligabetrieb zwischen 1943 und 1945. In der Qualifikationsrunde zur Serie B 1945/46 zeigte sich der apulische Verein weiterhin erfolgreich und schaffte die erstmalige Promotion für die Zweitklassigkeit. Ab 1946 startete Brindisi Sport also erstmals in der Serie B, im ersten Jahr wurde der achte Tabellenplatz in der Girone C belegt. Ein Jahr später lief es dann allerdings weniger optimal für Brindisi, man wurde nur Achtzehnter in seiner Staffel und stieg nach zwei Jahren Serie B wieder in die dritthöchste Spielklasse ab. Dabei war in 34 Ligaspielen gerade einmal eine Punktausbeute von achtzehn Zählern gelungen, was klar den letzten Platz bedeutete.
Nach dem Abstieg aus der Serie B spielte Brindisi zunächst vier Jahre drittklassig, ehe man bis 1956 in die sechste Liga durchgereicht wurde. Aus dieser Prima Divisione heraus verbesserte sich der Verein aber nach und nach, stieg 1958 und 1959 zweimal nacheinander auf und spielte ab 1959/60 schließlich wieder in der viertklassigen Serie D. Dort war man dann lange Jahre vertreten und näherte sich zunehmend an die Aufstiegsregionen an, ehe 1967/68 mit dem ersten Platz in der Girone H der Serie D die Rückkehr in die Drittklassigkeit gelang. Dort konnte man sich erneut schnell etablieren und wurde nur vier Jahre später Erster in der Girone C mit fünf Punkten Vorsprung vor der US Lecce und brachte damit den Wiederaufstieg in die Serie B nach mehr als zwanzig Jahren unter Dach und Fach. Unter Trainer Luís Vinício, später erfolgreich in Neapel, Rom und Udine, schaffte Brindisi Sport in der Serie B 1972/73 mit Platz sieben den mehr als sicheren Klassenerhalt. Zehn Punkte trennten den Klub vom ersten Absteiger, nur acht hingegen von den Aufstiegsrängen. Es waren die letzten großen erfolgreichen Jahre des Fußballs in Brindisi. Während man auch in der Coppa Italia gelegentlich für Furore sorgen konnte, war der Verein zur Mitte der Siebzigerjahre ein fester Bestandteil der Serie B. Bis 1976 spielte Brindisi Sport zweitklassig und hatte mit Giovanni Invernizzi von 1974 bis 1975 sogar einen ehemaligen Meistertrainer von Inter Mailand als Coach unter Vertrag. 1975/76 wurde man dann jedoch nur Neunzehnter in der Serie B und musste mit einem Rückstand von acht Punkten auf den von Catania Calcio belegten ersten Nichtabstiegsplatz den Gang zurück in die Serie C antreten. 
In den Folgejahren pendelte Brindisi Sport lange Zeit zwischen Serie C1 und Serie C2. Nach dem Abstieg aus der Serie C1 1990 ging der Verein in die Insolvenz und wurde als Brindisi Calcio neu gegründet. Bis 2002 arbeitete man sich zurück in die Serie C2, war aber nur zwei Jahre später erneut bankrott. Neu gegründet und unter dem Namen Football Brindisi 1912 stieg man erneut bis in die Lega Pro Seconda Divisione auf, 2011 folgte der dritte Kollaps in der Vereinsgeschichte. Zum dritten Mal wurde der Klub neu gegründet und erhielt diesmal den Namen SSD Città di Brindisi. Eingeteilt wurde Città di Brindisi in die Serie D, wo der Verein von 2011 bis 2015 spielte. 
Am 19. Mai 2015 wurde bekannt, dass Vereinsoffizielle im Rahmen eines als "Dirty Soccer" bekanntgewordenen Wettbetrugsskandals Spielergebnisse des Teams manipuliert hatten. Im folgenden Prozess wurde der Verein am 31. August 2015 für die Spielzeit 2015/16 aus der Serie D ausgeschlossen. Am 6. September wurde bekanntgegeben, dass sich der Verein auch nicht an der sechstklassigen Promozione teilnehmen würde. Stattdessen wurde der Verein unter dem Namen A.S.D Brindisi neu gegründet und übernahm das Spielrecht des städtischen Konkurrenten Real Paradiso Brindisi. Seit der Saison 2016/17 spielt der Verein in der sechstklassigen Promozione Pugliese. 2017 wurde der Verein in Brindisi Football Club umbenannt.

## Erfolge
- Aufstieg in die Serie B: 2× (1945/46, 1971/72)
- Coppa Italia Serie C: 1× (2002/03)

## Ehemalige Spieler
- Antonio Benarrivo
- José Ignacio Castillo
- Giuseppe Papadopulo
- Lorenzo Prisco

## Ehemalige Trainer
- Enea Masiero (1981–1982)
- Ettore Puricelli (1975–1976)
- Massimo Rastelli
- Egizio Rubino (1973–1974)
- Massimo Silva (2007–2010)
- Luís Vinício (1969–1970, 1971–1973)